# 근력 트레이닝

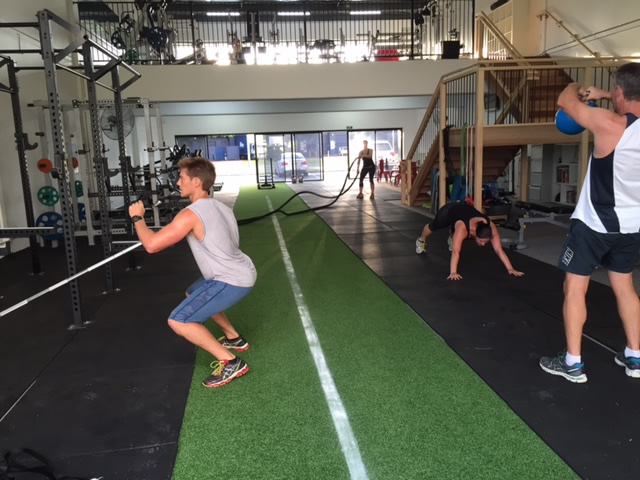
다양한 형태의 근력 운동이 연습되고 있는 체육관 환경. 왼쪽에서 오른쪽으로 식별되는 운동은 머리 위 누름, 전투 로프, 플랭크, 케틀벨 올리기이다.

근력 트레이닝(筋力 - , 영어: strength training, weight training, resistance training)은 골격근의 출력 및 지구력 향상과 근육량 증가를 목적으로 하는 운동들을 말한다. 골격근에 저항(抵抗)을 걸어 운동하기에 레지스턴스 트레이닝이라고도 부른다. 저항을 거는 법에는 여러 방법이 있는데, 중력이나 관성을 이용하는 것과 고무 등의 탄성을 이용하는 것, 그리고 유압이나 공기압을 이용한 저항을 이용하는 방법이 일반적이다. 중력에 의한 저항을 이용하는 경우 특히 웨이트 트레이닝이라고 부른다.
기본 골격근에 일상 생활에서 주어지는 것 이상의 부하를 걸어 골격근을 소모시킨다. 그 후, 골격근의 회복에 의해 근육을 발달시킨다. 근육은 단백질이 주 성분이기에 그 수복・강화에는 단백질을 시작으로 여러 영양소의 섭취가 반드시 필요하며, 운동 후에는 근육을 수복・강화시키기 위해서 충분한 휴식(회복 기간)이 필요하다.

## 근력 향상의 구조
초과 회복과 근육 증가
근육은 일상생활에서 받은 적 없는 강한 부하(과부하)를 받으면 근육을 형성하는 근섬유의 일부가 손상되어 피로 상태에 빠진다. 이때 일시적으로 근력이 하강한다. 그러나 그 후에 약 36-72 시간 동안 원래 수준으로 회복되는데 이때 우리 근육은 같은 부하에 또 걸릴 것에 대비해 원래 수준을 넘어선 근섬유를 생성하는 성질을 가지고 있다. 이 현상을 초과 회복이라고 부른다. 초과 회복 기간은 과부하가 걸린 후, 약 48-96 시간이 초과 회복 기간이며, 이 기간은 과부하를 받기 전보다도 근육량과 근력이 향상되어 있다. 그 후 아무것도 안하면 다시 원래 수준으로 근력으로 되돌아오지만 초과 회복 기간 중에 다시 근육에 과부하가 걸리는 것을 반복하면 근육량과 근력을 계속 상승시킬 수 있다. 반대로 초과 회복을 기다리지 않고 아직 피로 상태임에도 근육에 과부하를 주면 근육량・근력은 거의 향상되지 않으며 오히려 다치기 쉬워진다. 이것이 근육 트레이닝에 따른 근력 향상 방법이다. 기본적으로 작은 근육일 수록 초과 회복까지 걸리는 시간이 짧다.
글리코겐 초과 회복
근육에는 간장처럼 글리코겐(당분)이 축적되어 있으며 유산소운동의 경우 당질과 지질을 에너지로 전환하지만 무산소운동의 경우는 글리코겐을 중심으로 분해해 에너지로 전환한다. 지구력을 겨루는 마라톤도 자신의 페이스보다 빠르게 운동하면 산소 공급이 못 따라오게 되고 무산소운동 분해처럼 되어버려 글리코겐이 고갈되어 피로감이 축척되어 곧 달릴 수 없게 되어버린다. 최대한 과부하를 걸어 운동하는 경우도 마찬가지여서, 6-16분만에 근육에 축척된 글리코겐의 70%가 감소한다. 쥐 헤엄 실험에서도 충분하게 글리코겐을 회복시키지 않고 매일 한계까지 헤엄치는 경우 피로가 축척되어 헤엄 가능한 시간이 줄어든다. 한편, 3일에 1번 수영 훈련을 하는 쥐는 당초 40분이었던 것이 2주가 흐른 뒤에는 80분 수영할 수 있게 되었다. 이 실험은 일본 응용당질 과학회 신포지움 강연에서 발표되었다. 운동부에서 힘든 운동을 계속하면 운동에 익숙해지고 숙달되어 능력 향상이 있을 수는 있으나, 근력 자체만 보면 향상되기 힘들다.
글리코겐을 신속히 회복하기 위해서는 운동 직후에 당분과 탄수화물의 섭취가 중요하다. 운동 직후에는 인슐린 레벨이 낮아지는데 때문에 (글루코오수(단당류) 수송 운반체가 근육의 세포막 표면으로 수송되어) 당분의 흡수 능력이 최대한계까지 높아진다. 쥐를 이용한 실험에서 2주간 트레드밀(treadmill 런닝 머신)로 운동시킨 쥐가 (일반 쥐보다 세포 내에 축척된 글루코오스 수송 운반체가 감소해 있음에도 불구하고) 세포막 입자의 글루코오수 수송 운반체 수가 2배로 증가해있었다. 즉, 이 때에는 근육에서 글루코오스 섭취 속도가 평상시의 2배까지 증가한다.
단, 운동 경기 전 글리코겐 절약을 목적으로 당분을 보충할 때, 인슐린이 나오면 이 물질이 지방의 분해를 억제해버려 근육의 글리코겐만을 운동으로 소모하게 되어버린다. 결과적으로 유산소운동임에도 무산소운동처럼 당의 분해에만 의지하게 되어버려 젖산이 급속히 근육에 축척되어 고통스럽게 된다. 쥐를 이용한 실험에서도 헤엄치는 시간의 한계치가 감소했다. 그러나 시합 중에 글리코겐의 회복은 중요하다. 쥐 실험에서는 운동 개시로부터 30분 후에 글루코오수를 투여하면 글리코겐이 회복되어 한계 시간이 연장되었다. 이것은 지구력 운동 후반부에 인슐린이 나오기 어렵기 때문이다.
근육을 향상시키려고 하는 경우에는 트레이닝 프로그램과 단백질, 당분의 섭취 방법과 섭취 타이밍을 짤 때는 최신 스포츠 의학을 배워 거기에 맞춰 바른 지식으로 이끌어 줄 수 있는 전문가에게 부탁하는 것이 가장 중요하다.
신경발달
골격근은 운동 신경에서 신호를 받아 근육 섬유가 수축해 힘을 발휘한다. 운동 시킬 수 있는 근육 섬유가 많을 수록 큰 힘이 나온다. 트레이닝에 의해 신경 기능이 발달하면 보다 많은 근육 섬유가 움직임에 동원되며 커다란 힘을 발휘할 수 있게 된다.
순발력
근육은 수축 운동이며 이 수축 운동이 신속하면 높은 파워가 나오게 된다. 빠른 근육의 수축을 필요로하는 운동을 하여 근육 수축과 신경 반응력이 발달해 민첩함을 기대해 볼 수 있다.

## 근육의 출력
근육에 의해 나오는 힘은 근육량×신경발달(%)×순발력의 공식이 성립한다.
시간 개념을 더한다면 근육량×신경발달(%)×순발력×지구력이 발휘되는 힘의 합계를 나타낸다. 예를 들면, 근육량이 우수해 100의 근육을 가지고 있어도 신경 발달이 어중간해 50%밖에 동원되지 않고 순발력이 떨어져 5 정도의 스피드밖에 안 나올 경우 100×0.5×5=250이 된다. 역으로 근육량이 적어 70의 절대량만을 가진 사람이라도 신경 발달이 우수하여 90%가 동원되고 순발력이 우수해 8의 스피드를 발휘하는 경우 70×0.9×8=504가 된다.
전자는 근육량에만 치우친 경우이며, 후자는 질을 향상시킨 예이다. 어느 쪽이 우수하다 라는 얘기가 아니라, 트레이닝은 이처럼 전체적으로 생각해줘야할 필요가 있다는 말이다.
즉, 근력 트레이닝이란 근육량으로 절대적인 힘을 증가시켜, 신경 발달로 그 근육의 동원력을 증가시키고, 순발력으로 발휘되는 속도를 증가시켜, 그 근력을 지속시키는 힘을 증가시키는 것이다. 이 요소들은 동일한 트레이닝을 통해 발달시키는 것이 아니라 각각을 적절한 트레이닝 방법과 기간, 휴식 등을 조합하는 것으로 트레이닝 가능하다.
또한 각 스포츠 등에 요구되는 근력의 밸런스가 전부 다른데, 통상적으로 어느 운동이든 근육량과 신경발달이 중요한 비중을 차지하며, 특히 순발력이 중요한 던지는 종목도 있고, 모든 요소가 전부 중요한 단거리 달리기, 특히 높은 지구력이 필요한 장거리 달리기 등 향상시켜야하는 근육과 그것을 향상시키기 위한 트레이닝 방법은 각각 다르다.
또한 근육과 체중의 구성 비율과의 관계도 중요하다. 근육량은 분명하게 말해 체중을 증가시킨다. 그러나 각 스포츠 등에서는 체중 증가가 불리하게 작용하는 경기가 있다(마라톤, 자전거 로드 레이스의 힐크라임, 도약계 종목). 때문에 경우에 따라서는 마이너스로 작용하게 될 수도 있다.

## 같이 보기
- 고강도 훈련
- 근비대
- 무산소 운동
- 복근운동
- 웨이트 트레이닝
- 인터벌 트레이닝
- 점진적 과부하
- 피지컬 피트니스
- 호흡
- 스트렝스